# Adalia conglomerata
Granskogspiga (Adalia conglomerata) är en skalbaggsart som först beskrevs av Carl von Linné 1758. Den ingår i släktet Adalia, och familjen nyckelpigor.

## Beskrivning
Granskogspigan är halmgul med svarta fläckar. Kroppslängden är 3 till 4,5 mm.

## Utbredning
Arten finns i Mellan- och Nordeuropa samt österut genom Vitryssland, Ukraina och Ryssland till Sibirien, Mongoliet, Kina och Japan. I Sverige finns den från mellersta Götaland norrut,, medan den i Finland främst förekommer i syd och sydöst, med spridda observationer i övriga landet. Både i Sverige och Finland är den klassificerad som livskraftig ("LC").

## Ekologi
Granskogspigan lever i habitat som högmossar samt barr- och blandskog, där den främst förekommer på granar och tallar. Födan utgörs av barrlöss och bladlöss.
De vuxna skalbaggarna övervintrar bland barr och löv samt under lösa barkflagor.

## Bildgalleri

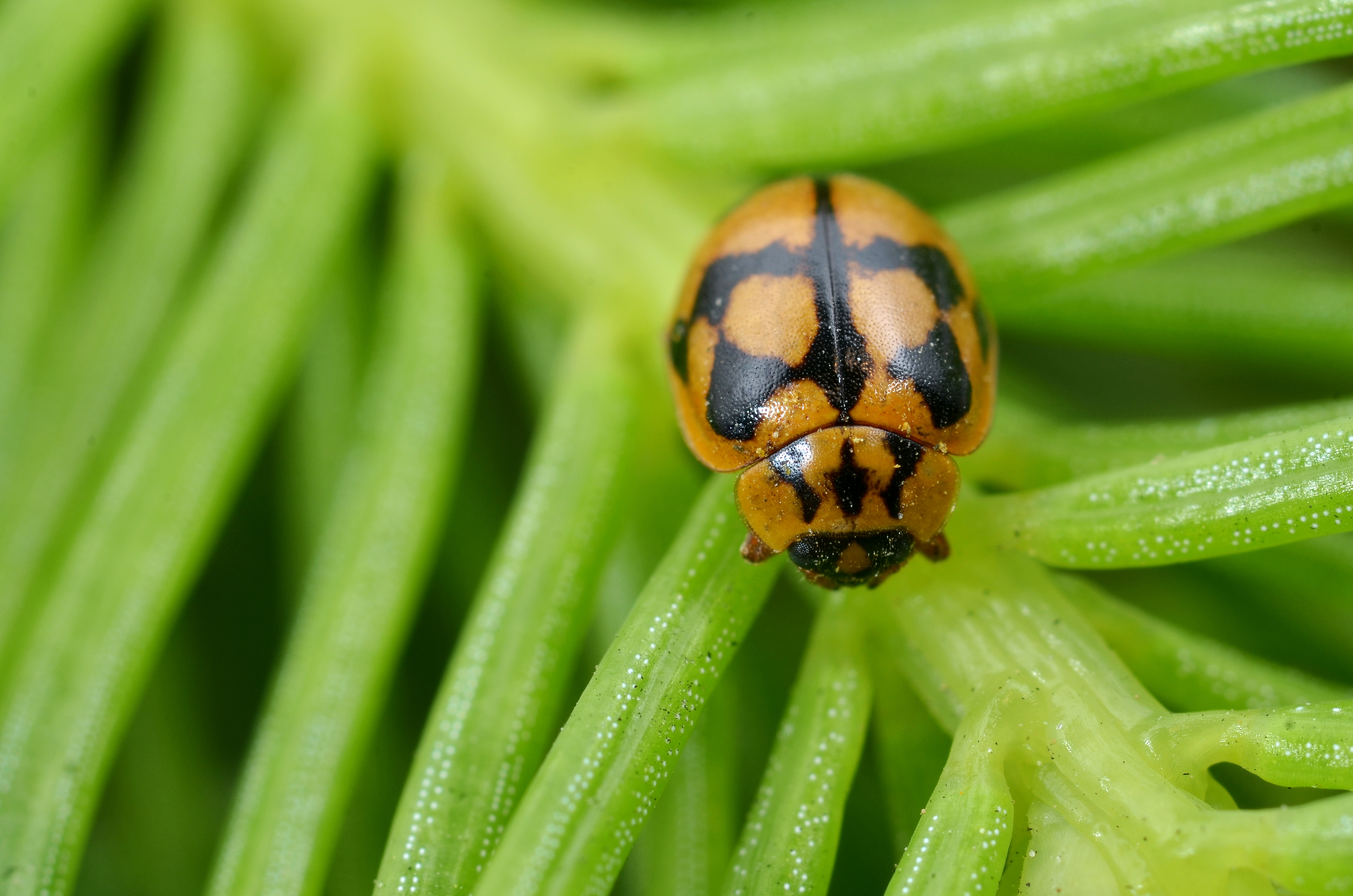
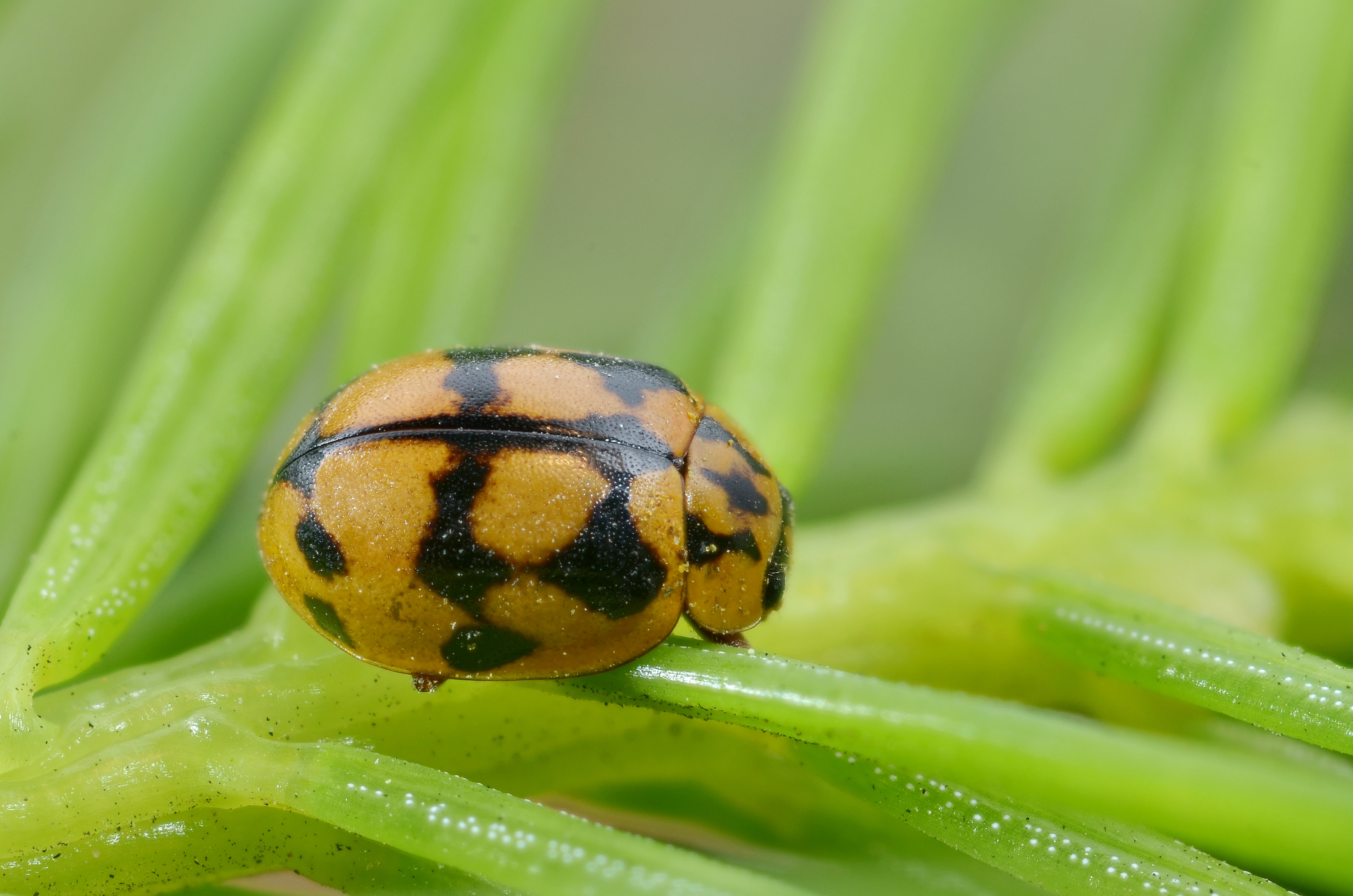